# (34139) Lucabarcelo
2000 QU10 (asteroide 34139) é um asteroide da cintura principal. Possui uma excentricidade de 0.20133170 e uma inclinação de 2.20453º.
Este asteroide foi descoberto no dia 24 de agosto de 2000 por LINEAR em Socorro.